# Stigbøjle (knogle)
 For alternative betydninger, se Stigbøjle (flertydig). (Se også artikler, som begynder med Stigbøjle)
Stigbøjlen er en knogle i mellemøret på pattedyr. Den hedder stigbøjlen, fordi den ligner en stigbøjle.